# Universidad de Siegen
}}
La Universidad de Siegen (en alemán: Universität Siegen) es una universidad pública de investigación ubicada en Siegen, Renania del Norte-Westfalia. Forma parte de la Deutsche Forschungsgemeinschaft, una asociación de las principales universidades de investigación de Alemania. La Universidad fue fundada en 1972, y contaba con 18.618 estudiantes matriculados en 2017.  

## Historia
La tradición de Siegen como centro de educación e investigación se remonta al siglo XVI. En 1536, Guillermo I, conde de Nassau-Dillenburg, encargó al educador y teólogo sajón Erasmus Sarcerio la tarea de establecer una escuela de latinidad. Durante el período de 1594 a 1599/1600 y de 1606 a 1609, la Academia Herborn reformada calvinista (Academia Nassauensis) se trasladó de Herborn a Siegen, donde se alojó en los edificios del castillo inferior. 

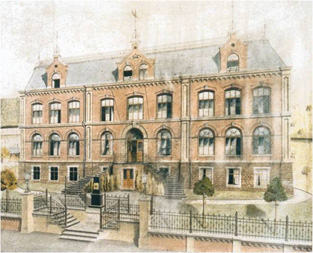
Escuela de paisajismo Wiesenbauschule de Siegen alrededor de 1903

### "Wiesenbauschule"
En 1853, se estableció la escuela de paisajismo Wiesenbauschule, que pronto se dio a conocer fuera de su ámbito local. Aquí, se enseñaron mejoras en el paisaje y la tierra, incluidas las técnicas de riego y el drenaje de los prados, para ayudar a mejorar los rendimientos de las tierras de cultivo. Esto fue de particular importancia en la región de Siegerland, donde la alta demanda de carbón vegetal para las herrerías regionales significaba que la mayoría de las tierras estaban arboladas. Como resultado, pocas áreas eran adecuadas para la cría de ganado, por lo que la investigación para mejorar los rendimientos de la cantidad limitada de praderas era necesaria. 
Tras la Segunda Guerra Mundial, el enfoque de la escuela pasó a la ingeniería civil. En 1962, pasó a llamarse Staatliche Ingenieurschule für Bauwesen (Escuela Estatal de Ingeniería Civil).

### Precursor y fundación
El siguiente centro académico que se estableció en Siegen (anteriormente ubicado en Weidenau / Hüttental) fue la Pädagogische Hochschule Siegerland (Universidad Educativa Siegerland), establecida en 1964. En 1965, se convirtió en la sección Siegerland de Pädagogische Hochschule Westfalen-Lippe (Universidad Educativa Westfalen-Lippe), lo que marcó su transformación en una universidad científica. 
El 1 de agosto de 1972, la ley integral de desarrollo universitario condujo a la creación de una universidad integral en Siegen/Hüttental, junto con otras cuatro universidades integrales en Renania del Norte-Westfalia. La Pädagogische Hochschule Siegerland y la Universidad de Ciencias Aplicadas de Siegen-Gummersbach que tenían escuelas basadas en Siegen y Gummersbach se fusionaron para formar la nueva universidad integral de Siegen. En 1980, la universidad integral de Siegen pasó a llamarse Universität-Gesamthochschule (Universidad-Universidad Integral). La ubicación de Gummersbach fue transferida, el 1 de junio de 1983, a la Universidad de Ciencias Aplicadas de Colonia. Luego, el 1 de enero de 2003, se abandonó la forma de "universidad integral", y las universidades integrales existentes se convirtieron en universidades convencionales. Desde entonces, la universidad se llama Universidad de Siegen. 

### Orientación actual

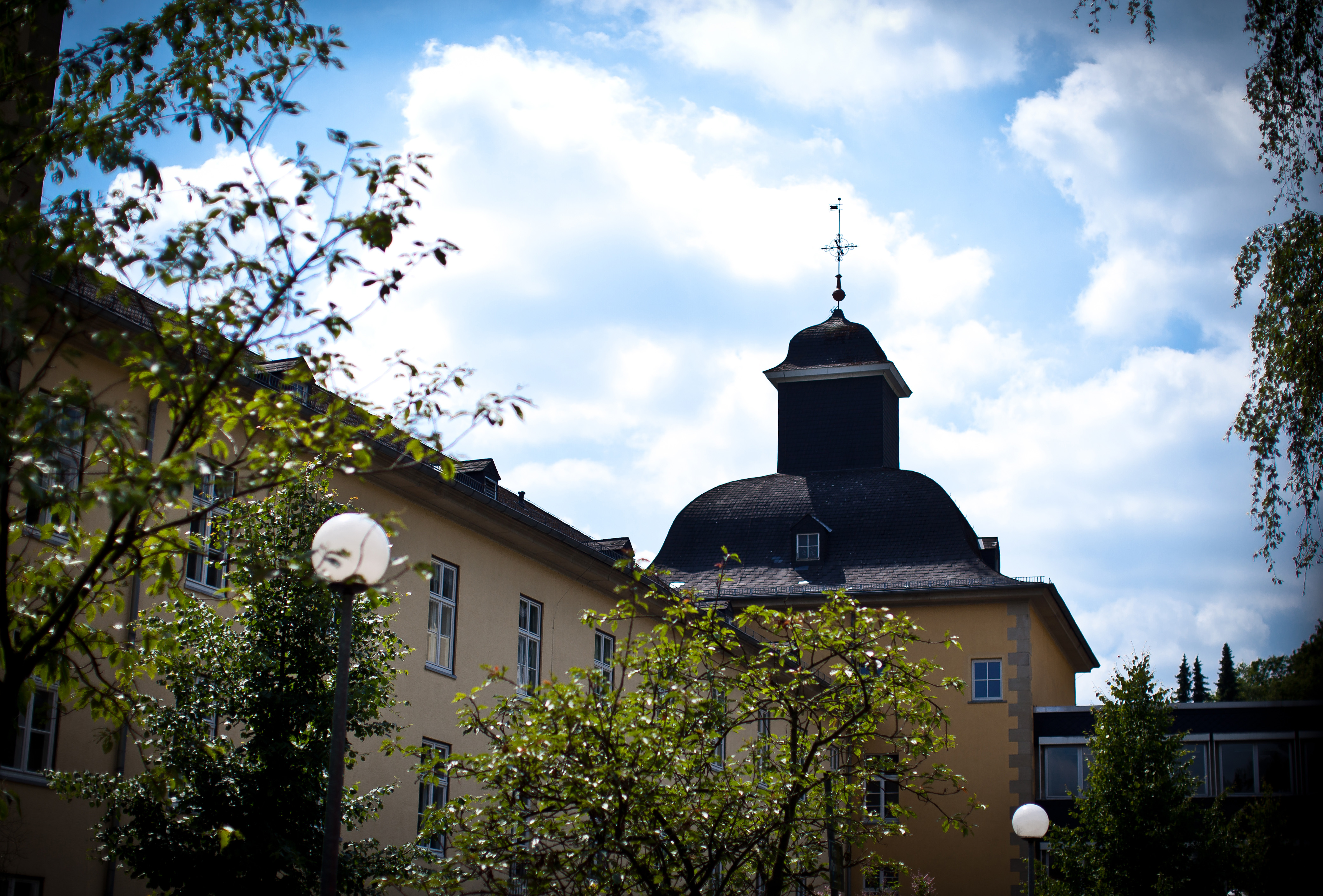
Campus Emmy-Noether

En 1996, la Universidad/Universidad Integral de Siegen fue la primera universidad alemana en participar en el "Programa de Auditoría de Calidad Institucional" de la Conferencia de Rectores Europeos (CRE) e implementó las recomendaciones de los auditores paso a paso. 
El enfoque de reforma inherente a la universidad integral se puso en práctica a través de nuevas titulaciones como "planificación, desarrollo y consultoría de medios" y "derecho mercantil alemán y europeo". 
En el marco del proceso de Bolonia, la Universidad de Siegen implantó el sistema de grado/máster desde el inicio, con el objetivo de completar el establecimiento de este modelo en todas las facultades durante el semestre de invierno 2006–2007. El proceso de transformación se completó en el semestre de invierno de 2008–2009. 
La Universidad de Siegen trabaja con antiguos alumnos y organiza reuniones con ellos a intervalos regulares. 

## Organización

### Facultades

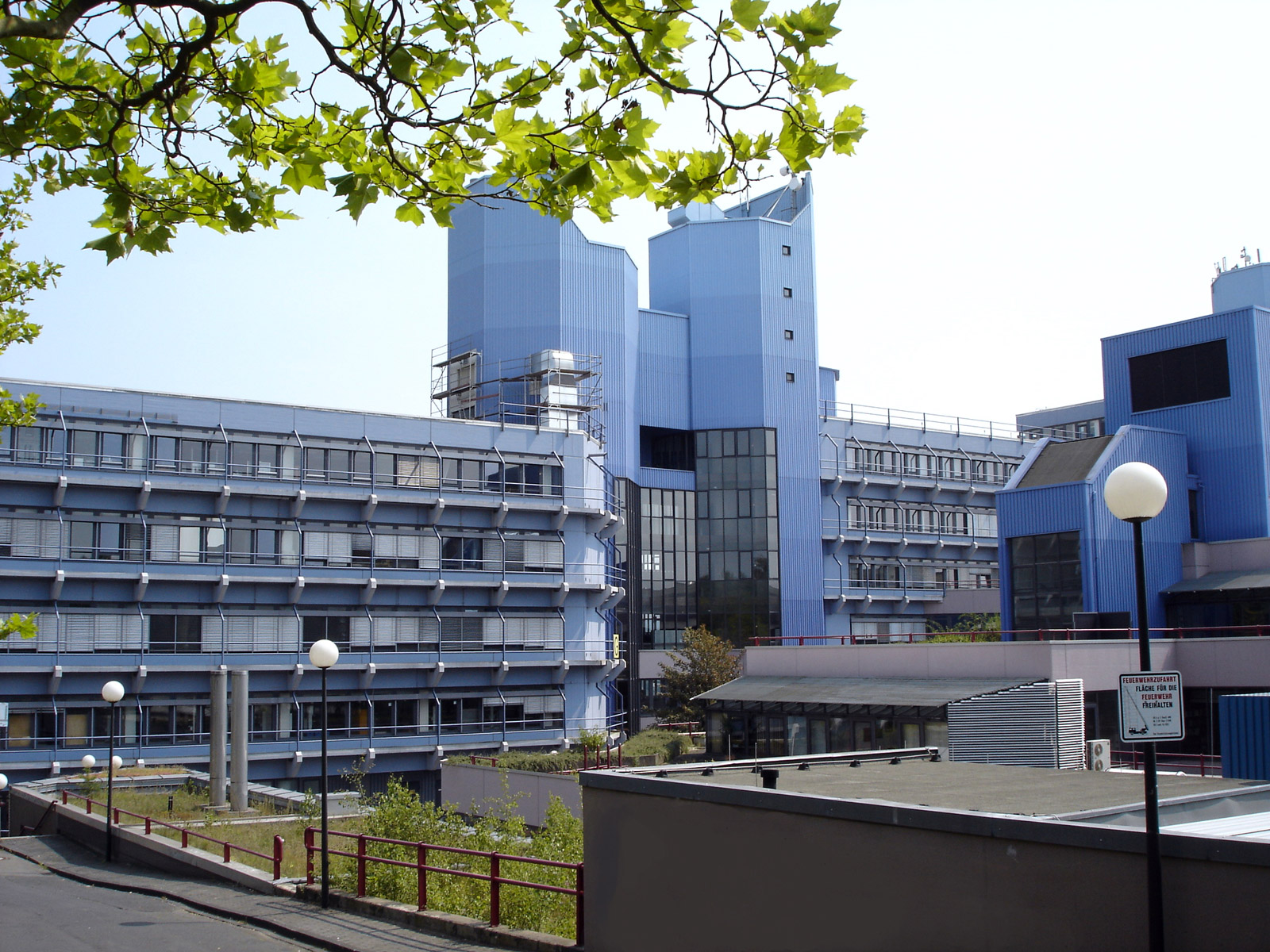
Campus "Adolf-Reichwein-Strasse"

La Universidad de Siegen oferta un total de 126 programas de grado en cuatro facultades: 
| Facultad I: Facultad de Artes y Humanidades        |
| -------------------------------------------------- |
| Departamento de estudios germánicos                |
| Departamento de historia                           |
| Departamento de estudios de medios                 |
| Departamento de filosofía                          |
| Departamento de estudios románicos                 |
| Departamento de inglés                             |
| Departamento de teología protestante               |
| Departamento de teología católica                  |
| Departamento de ciencias sociales                  |
| Facultad II: Educación · Arquitectura · Artes      |
| Departamento de educación y psicología.            |
| Departamento de arquitectura                       |
| Departamento de arte y música                      |
| Facultad III: Escuela de Disciplinas Económicas    |
| Facultad IV: Ciencia y Tecnología.                 |
| Departamento de ingeniería civil                   |
| Departamento de química y biología.                |
| Departamento de ingeniería eléctrica e informática |
| Departamento de ingeniería mecánica                |
| Departamento de matemáticas                        |
| Departamento de física                             |
| Departamento de nanociencia y nanotecnología       |

### Centros e instituciones científicas

#### Investigación transdisciplinaria de medios
- Instituto de investigación de medios
- Escuela de posgrado "Localización de medios"

#### Artes liberales, ciencias sociales y estudios educativos.
- Centro de Competencia de la Universidad de Siegen
- Instituto de investigación de artes liberales y ciencias sociales.
- Instituto de Investigación Regional Europea
- Instituto Siegen para el lenguaje profesional y la comunicación
- Centro de socialización, CV e investigación biográfica de Siegen
- Centro de interpretación de anotaciones de Kant
- Centro de formación docente.
- Centro de planificación y evaluación de servicios sociales.
- Centro Siegen para estudios de género

#### Economía empresarial centrada en la "organización descentralizada"
- Academia de Westfalia del Sur para empresas medianas
- Instituto de medianas empresas de Siegen
- Instituto Siegen para impuestos de sociedades, auditoría, informes y derecho comercial
- Centro de formación económica en Siegen
- Centro de Excelencia

#### Ciencias naturales e ingeniería
- Centro Siegen de Física de Partículas (CPPS)
- Unidad de Investigación del DFG "Física del Sabor Quark y Teorías de Campo Efectivas"
- Programa de posgrado de DFG "Imaging New Modalities"
- Centro de investigación en micro / nano química y tecnología.
- Centro de materiales innovadores.
- Centro de investigación para análisis multidisciplinarios y optimización de sistemas aplicados.
- Centro de Renania del Norte-Westfalia para sistemas de sensores
- Centro de investigación de países en desarrollo y transferencia de conocimiento.

## Estudiantes
La universidad tiene una población combinada de estudiantes de pregrado y posgrado de alrededor de 19.000 en el año académico 2019-2020, de los cuales unos 5.000 eran estudiantes de nuevo ingreso. La Universidad de Siegen ofreció ese año 45 programas especializados en sus cinco facultades en 138 áreas de estudio. El año académico se distribuye en semestres de verano (del 1 de octubre al 31 de marzo) e invierno (del 1 de abril al 30 de septiembre, con pausas en primavera y otoño. Como resultado de una reforma legislativa, a partir del otoño de 2011, la Universidad de Siegen ya no cobra tasas de matrícula.
Existen numerosos clubes y organizaciones estudiantiles, entre ellos una estación de radio dirigida por estudiantes, Radius 92.1, y un programa de televisión estudiantil, Campus TV. La universidad ofrece alojamiento en sus diversas residencias de estudiantes administradas por Studentenwerk. La Universidad de Siegen trabaja con antiguos alumnos y organiza reuniones con ellos a intervalos regulares.

## Campus

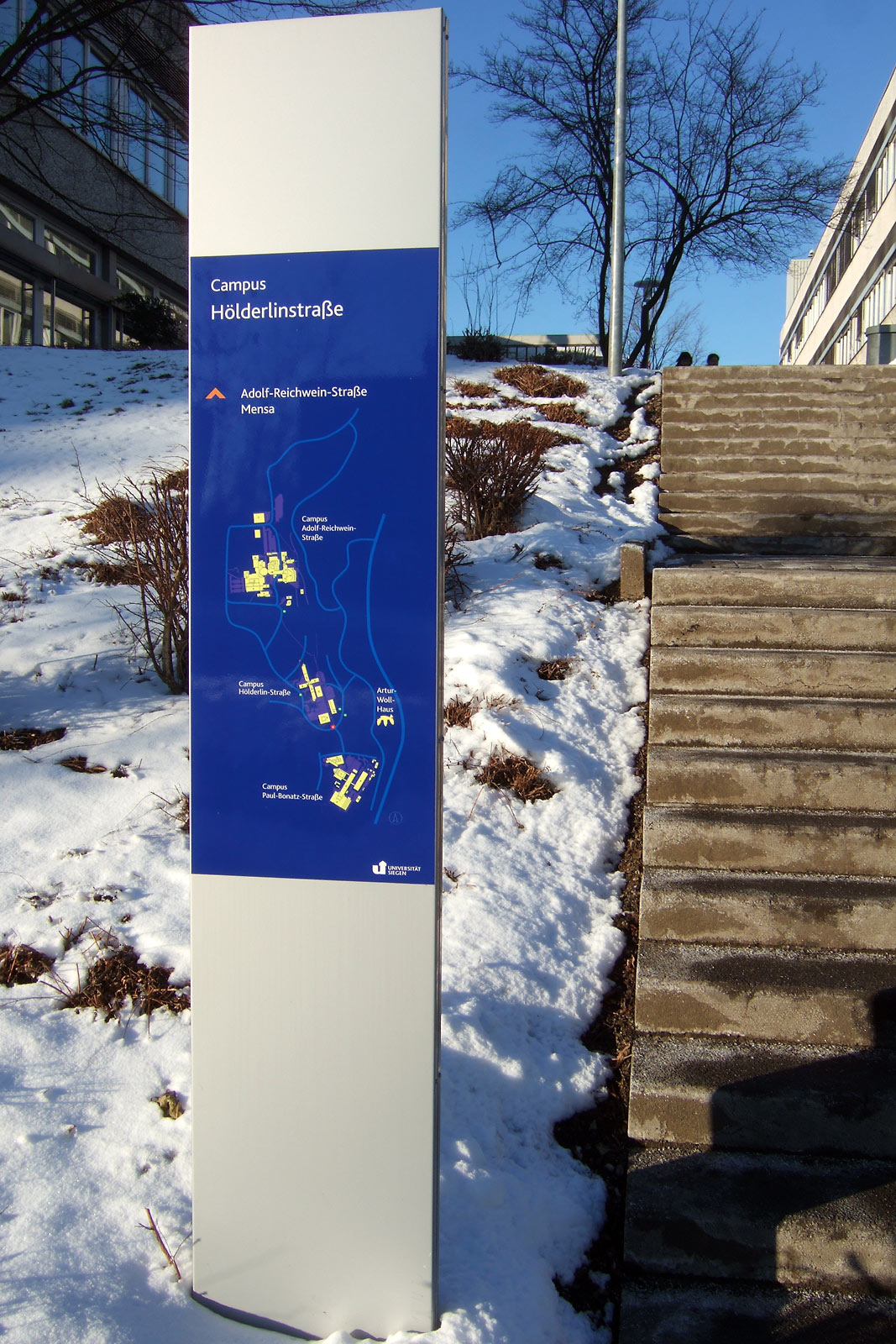
Poste de señalización del campus

El campus de la Universidad de Siegen cuenta con unos 92.000 m² de superficie. Los edificios se distribuyen en tres áreas centrales de Siegen (colina Haardter Berg, Campus Emmy-Noether y administración con sede en Herrengarten). 
La mayoría de los edificios de la universidad se encuentran en el lado noreste de Siegen, en el distrito de Weidenau. Las instalaciones de Haardter Berg incluyen el campus Adolf-Reichwein-Straße, que cuenta con las salas de conferencias más grandes, el comedor central, la biblioteca central y una parte del centro de tecnología de información y medios. A unos 500 m al sudeste se encuentra el campus Hölderlinstraße, que alberga el centro de tecnología de información y medios, el servicio central de orientación de cursos y una biblioteca departamental. Otros 400 m al sur, en Paul-Bonatz-Straße, se ubica el campus de ingeniería, descendiente de la antigua escuela de ingeniería. Artur-Woll-Haus, en la ladera oriental de la colina Haardter Berg, que abrió sus puertas el 25 de marzo de 2003, alberga la casa de huéspedes y las instalaciones de investigación financiadas con fondos externos. 
Unos cinco kilómetros al sudoeste de Haardter Berg, en la colina Fischbacherberg se encuentra el Campus Emmy-Noether, el cual, desde 1999, alberga las facultades de matemáticas y física. Un kilómetro al oeste de Haardter Berg, en la frontera de los distritos de Weidenau y Geisweid, se encuentra la antigua fábrica de cerveza, donde se encuentra la facultad de arte. Aquí, los estudiantes de arte crean trabajos prácticos, que incluyen pintura y fotografía, y se celebran exposiciones regularmente. La administración universitaria y los servicios para estudiantes se encuentran en las antiguas oficinas hacienda de Siegen en Herrengarten, justo en el centro de la ciudad, mientras que la oficina internacional se encuentra en la antigua oficina de telégrafos de Siegen. La ciudad, la universidad y el gobierno están trabajando juntos para poner el castillo inferior de Siegen completamente a disposición de la universidad para acomodar instalaciones y facultades. 

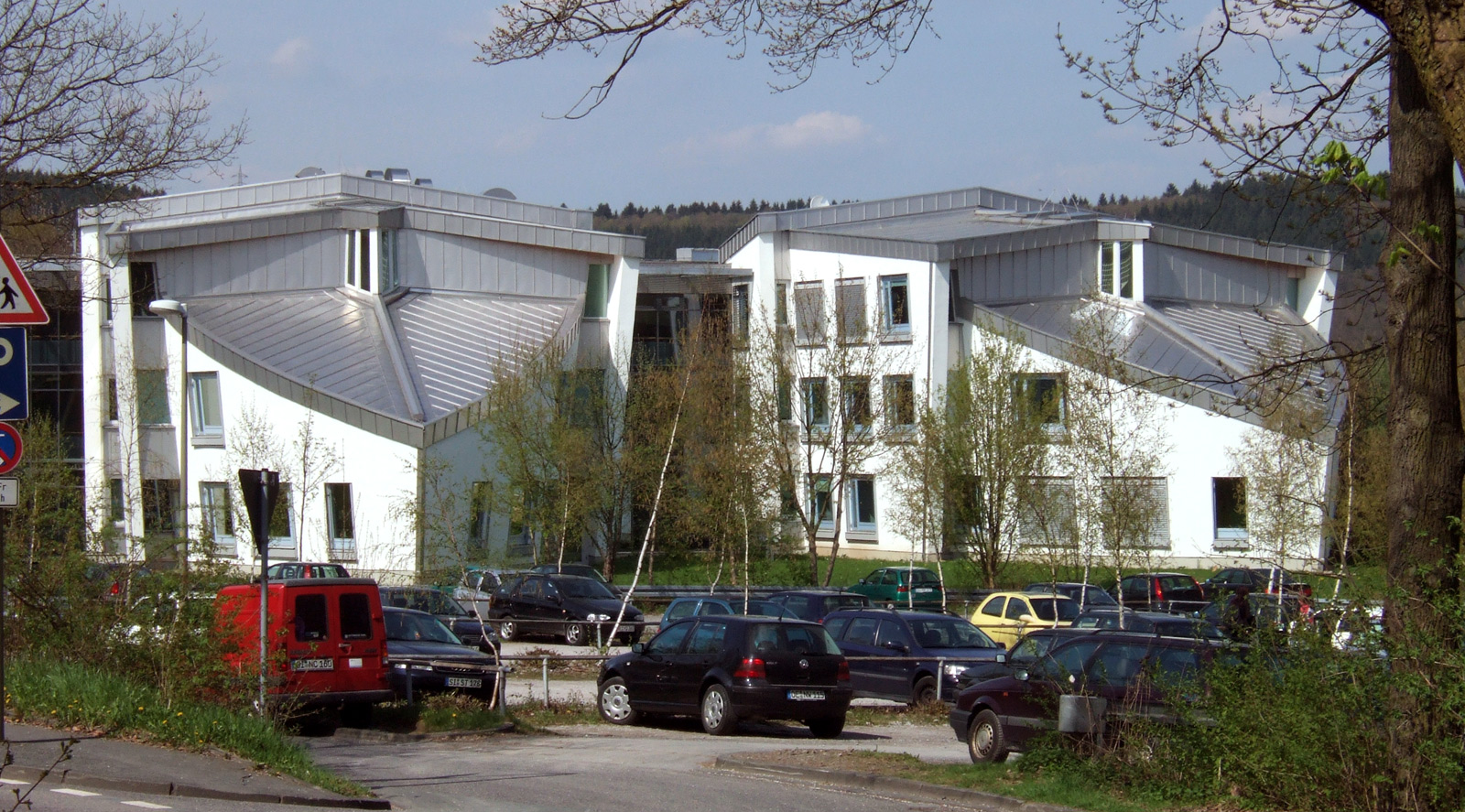
Artur-Woll-Haus

La Universidad de Siegen se planificó junto con otras universidades en Renania del Norte-Westfalia, de modo que se pueda encontrar un estilo similar e incluso algunos de los mismos módulos de construcción en las universidades de Duisburg-Essen, Paderborn y Wuppertal. El edificio Artur-Woll-Haus fue diseñado por los arquitectos holandeses rau architecten. Consiste en una unidad central en forma de arco con tres alas en forma de tirón. Su coste de construcción fue de unos 8,6 millones de euros. 

## Antiguos alumnos y profesores notables
- Marcel Beyer (nacido en 1965), escritor;
- Uwe Boll (nacido en 1965), director, productor y guionista;
- Wolfgang Dehen (nacido en 1954), CEO del sector de energía de Siemens;
- Herbert Henzler (nacido en 1941), exjefe de la oficina alemana de McKinsey & Company y expresidente de la junta asesora de Credit Suisse;
- Peter Hussing (nacido en 1948), campeón de boxeo de peso pesado;
- Andreas Pinkwart (nacido en 1960), vice primer ministro de Renania del Norte-Westfalia 2005–2009 (Partido Democrático Libre);
- Johannes Remmel (nacido en 1962), ministro de cambio climático, medio ambiente, agricultura, ciencia y protección del consumidor de Renania del Norte-Westfalia (Alianza 90 / Los Verdes);
- Frank Schirrmacher (nacido en 1959), coeditor del periódico nacional alemán Frankfurter Allgemeine Zeitung;
- Klaus-Peter Thaler (nacido en 1949), campeón de ciclocrós
- Axel Weber (nacido en 1957), presidente de UBS y expresidente de Deutsche Bundesbank.